# Orthosia rubescens
Orthosia rubescens är en nordamerikansk fjärilsart som beskrevs av Walker 1865. Arten ingår i släktet Orthosia och familjen nattflyn. Arten förekommer från Nova Scotia till Virginia, västerut till Arkansas och norrut till Ontario.